# Gianna/Visto che mi vuoi lasciare
Gianna/Visto che mi vuoi lasciare è un singolo del cantautore italiano Rino Gaetano, pubblicato nel 1978 come estratto dall'album Nuntereggae più.

## Descrizione
Il disco è risultato il 13º più venduto nel 1978 ed è stato anche al vertice delle classifiche. La copertina raffigura un particolare del cantautore a mezzobusto.
Secondo una fra le tante interpretazioni che sono state proposte, la canzone Gianna descriverebbe in maniera ironica la massoneria e la politica italiana, fatta di illusioni, promesse, sesso, denaro, materialismo e fiuto per gli affari. Diventata negli anni uno dei brani più noti di Gaetano, si è classificata al terzo posto alla ventottesima edizione del Festival di Sanremo; risulta inoltre il primo brano nella storia sanremese a contenere nel testo la parola "sesso".
Visto che mi vuoi lasciare è una canzone d'amore su ritmo reggae; rimane inedita su LP.

## Tracce
Lato A
1. Gianna – 3:50

Lato B
1. Visto che mi vuoi lasciare – 3:23

## Cover
- Nello stesso periodo, la canzone viene resa celebre in Germania da Wolfgang Petry col nome di Gianna (Liebe in Auto), arrivando al ventiduesimo posto in classifica[3].
- Venne registrata anche una versione in lingua inglese di Gianna intitolata Gina che non era altro che la storpiatura del nome.
- Nel 2016 Fausto Leali insieme ad Enrico Ruggeri nell’album Non solo Leali.
- Nel 2020 riproposto, insieme ad altre 7 canzoni, dai Pinguini Tattici Nucleari nel brano cover Settanta volte, in onore della 70ª edizione del Festival di Sanremo.
- Nel 2021 nella serata cover della 71ª edizione del festival di Sanremo Aiello insieme al rapper Vegas Jones.